# Bathyraja minispinosa
Bathyraja minispinosa е вид хрущялна риба от семейство Arhynchobatidae. Видът не е застрашен от изчезване.

## Разпространение и местообитание
Разпространен е в Русия (Европейска част на Русия, Камчатка и Курилски острови), САЩ (Аляска) и Япония.
Среща се на дълбочина от 150 до 1420 m, при температура на водата от 3,3 до 3,7 °C и соленост 33,6 – 33,9 ‰.

## Описание
На дължина достигат до 82,5 cm.